# Neuer jüdischer Friedhof (Cochem)

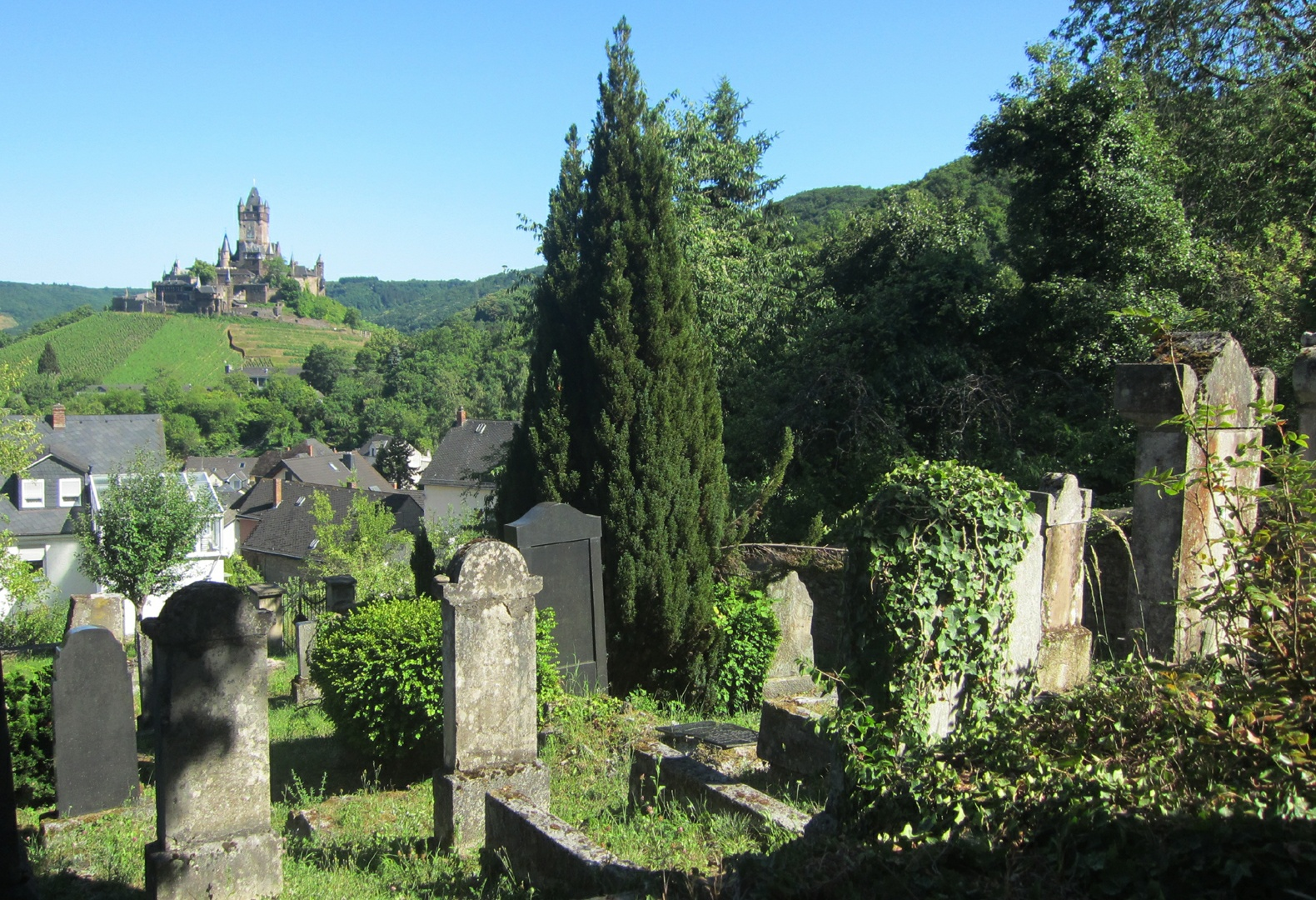
Blick auf das Gräberfeld des Cochemer Judenfriedhofs, im Hintergrund die Reichsburg (2015).

Der Neue jüdische Friedhof Cochem ist ein Friedhof in Cochem im Landkreis Cochem-Zell (Rheinland-Pfalz).
Der jüdische Friedhof liegt in der Kelberger Straße 21. Auf ihm befinden sich 64 Grabsteine. Die erste Bestattung auf dem Friedhof fand im Jahr 1877 statt, die letzte im Jahr 1942. Im Jahr 1921 wurde der Friedhof erweitert.

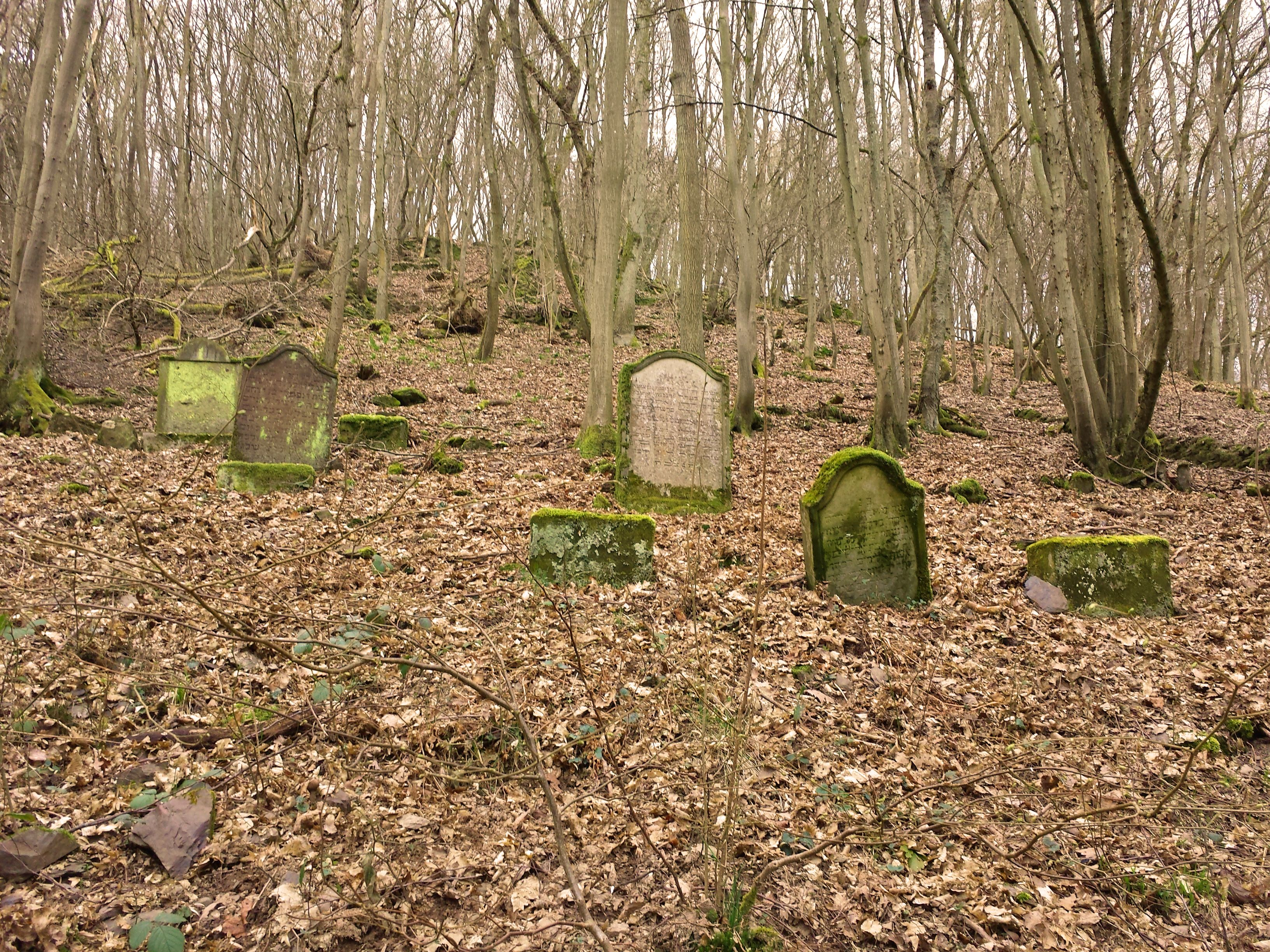
Alter jüdischer Friedhof in Cochem von 1836–37

Während der Zeit des Nationalsozialismus wurden ca. 20 Steine zerstört. Bei Schändungen in den Jahren 1966 und 1995 wurden weitere Grabsteine zerstört; diese wurden teilweise ersetzt.
Der ältere, vermutlich seit dem 18. Jahrhundert bis 1877 belegte Vorgängerfriedhof befand sich im Wald gegenüber der Reichsburg in der Gemarkung „Knippwiese“.